# روبيرتو سانشيز بيناس
روبيرتو سانشيز بيناس (بالإسبانية: Roberto Sánchez Piñas)‏ (من مواليد 1 أكتوبر 1989 في ألكالا دي إيناريس، مدريد) هو لاعب كرة قدم إسباني، يلعب لنادي ألباسيتي، في مركز خط الوسط.
وكان أول ظهور له في 2 يناير 2011، ضد نادي قرطبة، ولعب آخر 24 دقيقة من المباراة.

## وصلات خارجية
- روبيرتو سانشيز بيناس على موقع قاعدة بيانات كرة القدم.إي يو (الإنجليزية)
- روبيرتو سانشيز بيناس على موقع Soccerway.com (الإنجليزية)

- Transfermarkt profile
- Futbolme profile (بالإسبانية)
- Soccerway profile